# 利斯頓鎮區 (愛荷華州伍德伯里縣)
利斯頓鎮區（英語：Liston Township）是位於美國愛荷華州伍德伯里縣的一個行政鎮區。

## 地方資料
根據2010年美國人口普查的數據，利斯頓鎮區的面積為92.68平方千米，當中陸地面積為92.56平方千米，而水域面積為0.12平方千米。當地共有人口527人，而人口密度為每平方千米5.69人。